# 高岡グリーンラーメン

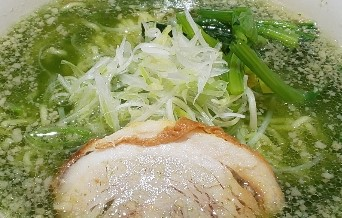
高岡グリーンラーメン

高岡グリーンラーメン（たかおかグリーンラーメン）とは、富山県高岡市で、地域おこしの一環として考案され、提供されているご当地ラーメンである。高岡市の学校給食にも取り入れられている。

## 概要
全国的に知名度が高い富山ブラックに対抗すべく入善町商工会青年部の有志が2010年に入善ブラウンラーメンを考案した。この活動に触発され、2012年に合同会社高岡グリーンプロダクツ企画・開発したラーメンが高岡グリーンラーメンである。緑ゆたかな高岡古城公園、高岡銅器、高岡大仏など、「緑」が高岡をイメージされることから考案された。
入善町、小矢部市、高岡市では、それぞれ色の名前の入ったご当地ラーメンを開発しており、「カラーラーメンによる地域おこし」という共通の目標に対し、これらのご当地ラーメンを全国にPRする富山県カラーらーめん協議会を2014年夏に結成した。

## 特徴
豚骨ベースのスープに、地元産のホウレンソウをすりつぶし、ゆず胡椒で和えたチャーシューの細切れを入れる。トッピングの辛みそは、銅器を鋳造する作業場の熱をイメージしたもの。
高岡グリーンラーメンの定義としては、以下の3点がある。
1. 高岡産ホウレンソウを使用すること。
2. 見た目に緑であること。
3. 名前を「高岡グリーンラーメン」とすること。